# Franz Julius Bernhard
Franz Julius Bernhard (* 17. März 1810 in Löbnitz; † 1873 in Magdeborn) war ein deutscher evangelisch-lutherischer Pfarrer und Autor.

## Leben
Nach seiner theologischen Ausbildung wurde Bernhard 1834 Lehrer an der Hander’schen Lehr- und Erziehungsanstalt für Knaben und Mädchen in Leipzig. 1836 erlangte er an der Universität Leipzig die Magisterwürde. 1839 wurde er evangelisch-lutherischer Pfarrer in Zehmen und Rüben in der Ephorie Leipzig. 1847 wechselte er als Pfarrer nach Magdeborn.

## Schriften (Auswahl)
- Deutsches Lesebuch. Eine Sammlung prosaischer und poetischer Lesestücke für die Schule. Leipzig, 1838.
- Weckstimmen für Christi Reich. Predigten. 1. Heft. Leipzig, 1852.
- Biblische Concordanz, oder dreifaches Register über Sprüche der heiligen Schrift. Leipzig 1852; 2. Aufl. 1857;  3. Aufl. 1869.
- Auserlesene Schriften des Thomas von Kempis, übers. u. bearb. Leipzig, 1855.
- Heilige Betrachtungen von Johann Gerhard. Aus d. Latein. übersetzt. Leipzig, 1858.
- Der alte Georg. Eine christliche Erzählung. Leipzig, 1859.
- Evangelische Seelenweide. Leipzig, 1862.
- Des Thomas von Kempis vier Bücher von der Nachfolge Christi, für evangelische Christen bearb. Leipzig, 1851; 6. Aufl. Leipzig, 1864.